# حسن العذاري (شاعر)
حسن بن عبّاس بن علي العلي العِذَاري (1849 - 12 يونيو 1913) شاعر عراقي من أهل القرن التاسع عشر م. ولد في الحلة ونشأ فيها. قرأ على والده وعمه مقدمات العلوم، ثم ارتحل إلى النجف، ودرس فيها مدّة عشر سنين، فأتقن الأدب العربي، والفقه، وعاد إلى بلدته فأقام صلات مع أدبائها. وكذلك اختلف إلى بغداد واتصل بأدبائها وعلمائها. ترك بلدته نازحاً إلى سوق الشيوخ وأقام فيها حتى وفاته. له أشعار وقد أوردته معظم الكتب التي ترجمت له.

## سيرته
هو حسن بن عباس بن علي بن حسين... بن تريبان العلي الحلي العذاري. ولد في مدينة الحلة جنوبي العراق سنة 1849 / 1266 هـ. ينحدر عن أصول من الجزيرة العربية. ونشأ في الحلة على أبيه وعمه، ونبغ أديبًا وشاعرًا وناثرًا، وذاع صيته في بغداد والنجف أيضًا. اتصل بكبراء عصره في بغداد من العلماء والأدباء كآل السويدي، وآل النقيب، وآل الآلوسي، وله فيهم مدائح.

وتوفي في قرية المؤمنين بقضاء سوق الشيوخ في 12 يونيو 1913 م/ 8 رجب 1331 هـ.

## شعره
وصف إميل يعقوب شعره «جيّد، تغلب عليه روح المرح، وفي بعضه هجاء.» وقال عنه عبد العزيز سعود البابطين في معجمه «تستعيد مدائحه - والمديح غالب على شعره - التقاليد القديمة لفن المديح: البداية الغزلية، أو الطللية، ثم التخلص إلى المدح والإسراف في إسباغ الوصف، غير أن صياغته فيها رصانة، وإشاراته التاريخية تنمي ما فرش أمامها من صفات الممدوح.» من شعره من قصيدة كم جهولٍ قد رآني

## وصلات خارجية
- في معجم البابطين